# Dány
Dány község a Közép-Magyarországi régióban, Pest vármegyében, a Gödöllői járásban.

## Fekvése
Gödöllőtől és Hatvantól kb. 22 km-re, Budapesttől kb. 35–40 km-re keletre fekszik. A község Pest vármegye keleti részén, a Gödöllői járás területén helyezkedik el. Földrajzi elhelyezkedését tekintve az Alföld és az Északi-középhegység találkozásánál, a Gödöllői-dombság és a Tápió-Galga-Zagyva hordalékkúp-síkság határán található. A falu határában csörgedező patakok a közeli Hajta-patakhoz csatlakozva a Zagyva vízgyűjtőjét képezik.
Környékbeli települések: Gödöllő, Isaszeg, Valkó, Vácszentlászló, Zsámbok, Kóka, Jászfényszaru, Tura.

## Nevének eredete
Neve a régi magyar Dan személynévből keletkezett, mely valószínűleg a Dániel rövidülése. Történetileg a névadó személy Dán, vagy Dány, a falu első birtokosa, vagy telepítője lehetett. Kozár Gyula helytörténeti monográfiájában bibliai névre következtet.

## Története
Területén bronzkori urnatemetőt, vaskori sírleleteket és avar sírt találtak.
Nevét először 1272-ben említették az írásos forrásokban. Neve a 13. századi Margit legendában is megtalálható, 1324-ben, Dani alakban írva említették, majd 1463-ban Dan, később Wydan írásmóddal említették az oklevelek. Csák Máté birtoka volt, akitől Károly Róbert elvette, és odaadományozta Harsundorfi Ülvingnek. Középkori földesurai a Széchenyiek, majd a Perényiek voltak. 1559-ben már a török által megszállt területekhez tartozott: a pesti nahije községei között szerepelt 14 adóköteles házzal. A falu a török idők későbbi szakában sem pusztult el, sőt 1673-ban római katolikus plebániáját is megemlítették, amely később leányegyházzá vált, és Zsámbokhoz tartozott.
Az 1695. évi összeíráskor 1 1/4 adóköteles portája volt. A falu a 18. század elején újjátelepült római katolikus vallású magyarokkal. 1715-ben még 17, 1720-ban már 48 jobbágyháztartást vettek fel az adóösszeírásba; ezek közül 44 magyar és 4 német volt.
Plébániáját 1749-ben szervezték újra; anyakönyvei is akkortól kezdődnek. A régi templom oltárképét még gróf Guido von Starhemberg ajándékozta az egyháznak, ez a kép ma a Szent Jakab rk. templom kórus-feljárójában látható.
A 18. század elején gróf Starhemberg uradalma lett, tőle vásárolta meg Grassalkovich Antal. 1848-ig a gödöllői uradalom sorsában osztozott. 1867-ben a magyar kormány az itteni majorsági birtokot megvásárolta, és a gödöllői koronauradalomhoz csatolta.
A 20. század elején a következő lakott tanyák, mint lakóhelyek is hozzátartoztak: Szentkirálypuszta (mai nevén: Dány-Szentkirály), Jakabszállás, Sándorszállás. A dányi horgásztó körül az 1960-as évektől létesült üdülőtelep ma már Dány-Szentegyed néven szerepel, utalva a közelben volt egykori Szentegyed nevű településre.
A település körül több régészeti feltárást is végeztek, melyek alapján az is feltételezhető, hogy Dány első helye nem a mostani Dány-Szentkirály környékén volt - amint azt Kozár Gyula feltételezi -, hanem az egy Szentkirály nevű külön település volt. Erre utalhat a falutól Isaszeg felé eső út mentén a Hosszú-tiszta dűlővel szemközt előkerült tégla- és kőtörmelékek valamint csontok, ami azt jelzi, hogy ott templom és temetkezési hely volt. Ezek alapján lehetséges, hogy Dány eredeti helye a Kálvária domb vagy azzal szemközti Faluhely-dűlő volt, ahonnan a lakosok valószínűleg a török idők után (vagy már azt megelőzően) áttelepültek a domb alján csörgedező patak forrása köré, a mai Fő utcai részre. A 19.század vége felé még arról nyilatkoztak helyi lakosok, hogy a Faluhely-dűlőn szántva, gyakran a lovak régi pince üregekbe süllyedtek. A Kálvária-domb elnevezését arról kapta, hogy Menyhárt György egykori dányi lakos a 18.század végén ott építtetett kis kápolnát (talán az egykori faluhely emlékére) amit végül az 1848-49-es szabadságharc során Jellasics csapatai kifosztottak, majd helyreállítását már a dányiak nem végezték el, a kápolna megsemmisült. Menyhárt György az építkezéshez a szájhagyomány szerint felhasználta az egykori Szentkirály-i templom akkor még meglévő romjaiból kinyert építőanyagokat.
További régészeti leletek bizonyítják, hogy Dány és környéke az őskortól kezdve lakott volt, így kelta, szarmata, avar leletek kerültek elő. A Kálvária dombon mai napig találnak Árpád-kori és későbbi cserép maradványokat, tehát ott település létezett. A Kóka felé eső részen szarmata település nyomait találták meg, benne egy római kori terra sigillata edénytöredéket. Ugyanígy a környék legnagyobb hosszú életű szarmata települése volt a Dányi tó nyugati partján.
Dány mai napig a Váci Egyházmegye egyik legvallásosabb települése. Itt szolgált plébánosként a 2019-ben Váci Egyházmegyei püspökké avatott Marton Zsolt. A falu büszkesége a Szent Jakab tiszteletére 1909-ben fölszentelt templom. Belső festési munkálatait és ablak terveit Csiby Mihály készítette 1957 és 1963 között.
A falu az utóbbi években (2010 után) látványos fejlesztéseket vitt végbe. Impozáns emeletes óvodát, modern bölcsődét építettek, az iskola épülete megújult, 2018-ban pedig egy szép művelődési házat avattak amely galériájában rendszeresen kiállításokat rendeznek, a programok között színházi előadások, gyermekműsorok, közösségi rendezvények egyaránt megtalálhatók. A házban tartja próbáit az Ördöngős néptáncegyüttes. Megújult a Kóka-Dány összekötő út, a falu főútja, szabadtéri tornapálya, játszótér, termelői piac nyílt. A falu önálló zeneiskolát működtet, ahol már több zenetanár és zeneművész kezdte zenei pályáját. A Dányi Ifjúsági Fúvószenekar határainkon túl is ismert, többszörös aranydiplomás együttes, 2017-ben ünnepelték 20 éves fennállásukat. (fentiekről lásd: imázsfilm - lentebb)

## Közélete

### Polgármesterei
| Név           | Párt        | Terminus  | Források                                                  |
| ------------- | ----------- | --------- | --------------------------------------------------------- |
| Gódor András  | független   | 1990–1994 | 1990. évi önkormányzati képviselő-választás               |
| Gódor András  | független   | 1994–1998 | 1994. évi önkormányzati képviselő-választás (1994.12.11.) |
| Gódor András  | független   | 1998–2002 | 1998. évi önkormányzati képviselő-választás (1998.10.18.) |
| Gódor András  | független   | 2002–2006 | 2002. évi önkormányzati képviselő-választás (2002.10.20.) |
| Gódor András  | független   | 2006–2010 | 2006. évi önkormányzati képviselő-választás (2006.10.01.) |
| Gódor Lajosné | Fidesz-KDNP | 2010–2014 | 2010. évi önkormányzati képviselő-választás (2010.10.03.) |
| Gódor Lajosné | Fidesz-KDNP | 2014–2019 | 2014. évi önkormányzati képviselő-választás (2014.10.12.) |
| Gódor Lajosné | Fidesz-KDNP | 2019–2024 | 2019. évi önkormányzati képviselő-választás (2019.10.13.) |
| Gódor Lajosné | Fidesz-KDNP | 2024–     | 2024. évi önkormányzati képviselő-választás (2024.06.09.) |

## Közlekedés
A Dányt érintő, menetrend szerinti autóbuszjáratok üzemeltetését a Volánbusz végzi. A járatok az alábbiak:
- 446 - Gödöllő-Isaszeg-Dány-Kóka
- 447 - Gödöllő-Isaszeg-Dány
- 448 - Dány-Gödöllő-Kistarcsa
- 484 - Budapest-Pécel-Isaszeg-Dány

## Népesség
A település népességének változása:
| Lakosok száma | 4424 | 4437 | 4509 | 4574 | 4566 | 4499 | 4540 |
|               | 2013 | 2014 | 2018 | 2021 | 2022 | 2023 | 2024 |

A 2011-es népszámlálás során a lakosok 91,9%-a magyarnak, 12,9%-a cigánynak, 0,6%-a románnak, 0,5%-a németnek mondta magát (8%-uk nem nyilatkozott; a kettős identitások miatt a végösszeg nagyobb lehet 100%-nál). A vallási megoszlás a következő volt: római katolikus 63,7%, református 4,7%, evangélikus 0,6%, görögkatolikus 0,3%, felekezeten kívüli 7,3% (20,8% nem nyilatkozott).
2022-ben a lakosság 90,6%-a vallotta magát magyarnak, 9,5% cigánynak, 0,4% románnak, 0,3% németnek, 0,1% szlováknak, 2,4% egyéb, nem hazai nemzetiségűnek (9,3% nem nyilatkozott; a kettős identitások miatt a végösszeg nagyobb lehet 100%-nál). Vallásuk szerint 43,6% volt római katolikus, 5,1% református, 0,5% evangélikus, 0,5% görög katolikus, 0,1% ortodox, 0,1% izraelita, 2,9% egyéb keresztény, 1,4% egyéb katolikus, 10,6% felekezeten kívüli (35,3% nem válaszolt).

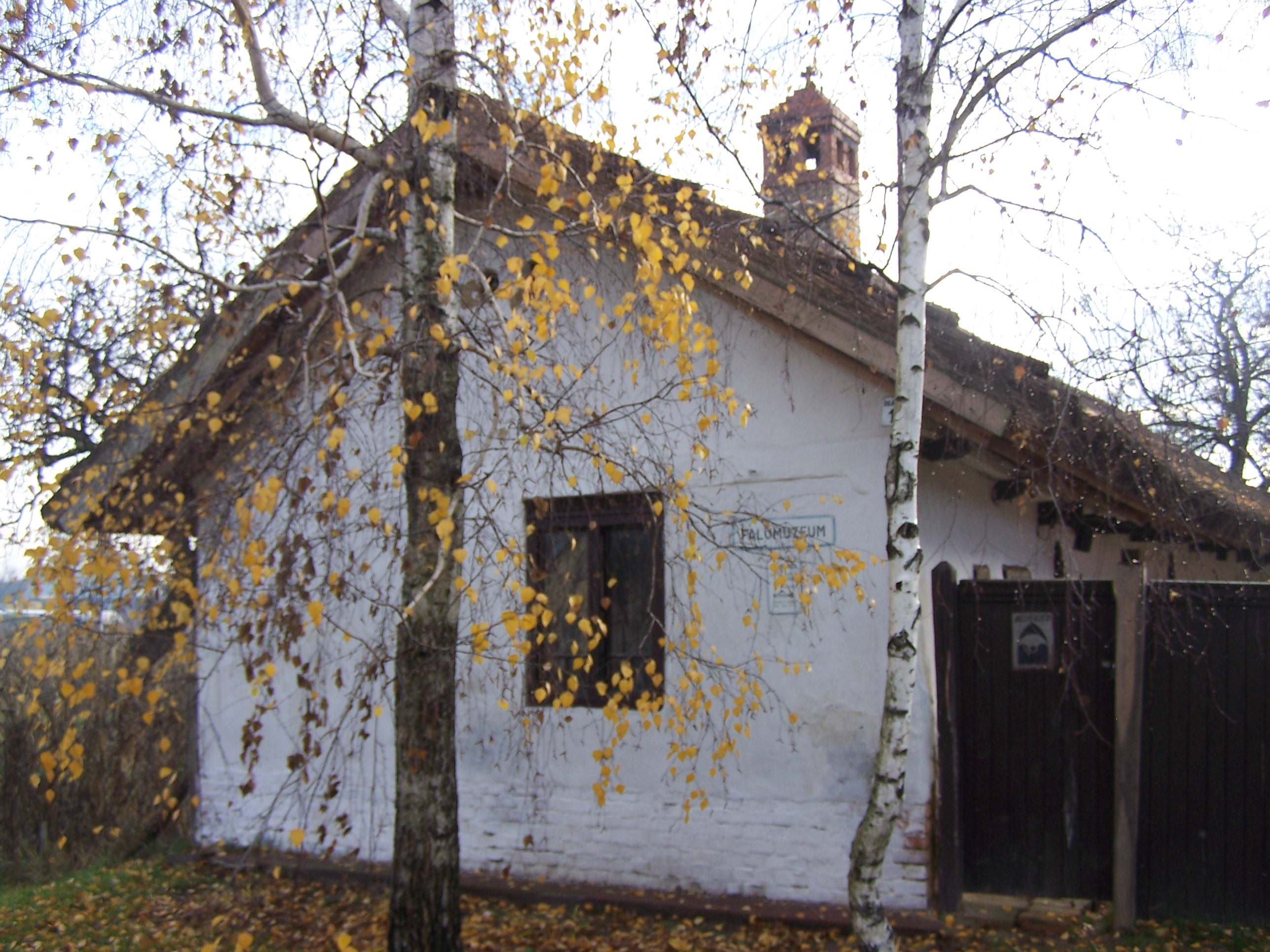
Néprajzi ház

## Nevezetességei
- Római katolikus templom – 1909-ben épült meg.
- Néprajzi ház (zsellérház, falumúzeum)
- Ifjúsági ház (Szent Imre Közösségi Ház)
- Községháza
- Szent Imre-szobor
- Szent Margit-szobor
- Első világháborús emlékmű, Trianon-kereszt
- Második világháborús emlékmű

## Testvértelepülései
- Gyergyócsomafalva (Székelyföld)
- Lukanénye (Felvidék)
- Baktalórántháza (Szabolcs-Szatmár-Bereg vármegye)
- Ráckeve (Pest vármegye)